# هوبير ريتتير
هوبير ريتتير (بالألمانية: Hubert Ritter)‏ (و. 1886 – 1967 م) هو مهندس معماري ألماني، ولد في نورنبرغ، شارك في الألعاب الأولمبية الصيفية 1928، توفي في ميونخ، عن عمر يناهز 81 عاماً.

## التعليم
تعلم في جامعة ميونخ التقنية
.

## روابط خارجية
- هوبير ريتتير على موقع أوليمبيديا (الإنجليزية)